# Urijah Faber
Urijah Christopher Faber  (født 14. maj 1979 i Isla Vista i Californien i USA) er en amerikansk MMA-udøver og skuespiller, der kæmpede i bantamweight og featherweight i Ultimate Fighting Championship (UFC). Faber vandt WEC featerweight-mesterskab på WEC 19 den 17. marts 2006 og holdt titlen i over to år, indtil den tabte den til Mike Brown på WEC 36 den 5. november 2008. Faber betragtes bredt som en af sportens pionerer og for at etablere legitimitet til lettere vægtklasser i MMA.  Efter at være gået på pension fra sporten den 6. juli 2017 blev Faber optaget i UFC Hall of Fame som en del af den moderne æra. Han er også kendt for sin rivalisering mod den irske UFC-stjerne Conor McGregor.
Faber er en NCAA bryder, som han kvalificerede sig til 2 gange i 2001 og 2002. Med sin fremragende base i brydning begyndte han senere til brasiliansk jiu-jitsu og fik hurtigt brunt bælte ved at træne under Fábio "Pateta" Prado. 

## Tidlige liv
Faber blev født den 14. maj 1979 i Isla Vista, Californien i USA som søn af Theo og Suzanne Faber. Han er af hollandsk afstamning på sin fars side, og italiensk, engelsk og irsk  på sin mors side.  Han gik på Glen Edwards Middle School, Casa Roble High School  og Lincoln High School (Lincoln, Californien) . Han har to søskende, en storebror ved navn Ryan og en lillesøster ved navn Michaella Tastad. Faber er uddannet fra University of California, Davis med en bachelorgrad i Human Development som han opnåede mens han trænede kampsport. Mens han var indskrevet på University of California, Davis blev Faber 2 gange kvalificeret til NCAA i 2001 og 2002, men vandt ikke mesterskaberne.

## MMA
Faber fik sin professionelle MMA-debut som en del af Gladiator Challenge-organisationen den 12. november 2003 og besejrede Poes Manne via guillotine choke efter 1:22 i første omgang. Faber besejrede derefter George Adkins på TKO (slag) den 12. februar 2004 og fik en chance mod GC Bantamweight-mesteren David Velasquez. Den 6. juni, 2004 besejrede Faber, Velasquez via enstemmig afgørelse og blev dermed den nye GC Bantamweight-mester. I sit første titelforsvar besejrede Faber Del Hawkins på TKO (slag) efter 3:19 inde i første omgang den 19. august 2004. Efter denne kamp begyndte Faber at tage kampe i både GC og King of the Cage, GCs forældreselskab.
Efter at være flyttet til KOTC besejrede Faber, Rami Boukai via en tæt pointafgørelse den 24. september 2004, knapt en måned efter sin sidste kamp. Den 14. november 2004 besejrede Faber, Eben Kaneshiro via submission (slag) og vandt dermed King of the Cage Bantamweight-mesterskabet og havde det derfor på samme tid med GC Bantamweight-titlen.
Den 13. marts 2005 vendte Faber tilbage til GC og besejrede David Granados via rear naked choke 2:13 inde i 1. omgang. Den 7. maj 2005 forsvarede han sit KOTC-bælte for første gang og besejrede Hiroyuki Abe på TKO (flænge) inde 2:37 i 3. omgang. Da han vendte tilbage til GC den 10. september 2005 fik Faber sit første nederlag, hvor han tabte GC Bantamweight-mesterskabet til Tyson Griffin på TKO (slag) 5 sekunder inde i 3. omgang.
Den 29. oktober 2005 forsvarede Faber sin KOTC-titel igen og besejrede Shawn Bias via guillotine choke kl 1:24 i første omgang. Han vendte tilbage til GC den 11. december 2005 hvor han besejrede Charles Bennett via rear naked choke 4:38 inde i 1. omgang. Faber kæmpede derefter på TKO Major League MMA den 8. januar 2006, hvor han mødte Ivan Menjivar. Faber vandt via diskvalifikation 2:02 inde i 2. omgang, da Menjivar ramte med et forbudt spark, mens Faber lå ned.

### World Extreme Cagefighting
Den 17. marts 2006 konkurrerede Faber for første gang i World Extreme Cagefighting- organisationen og slog Cole Escovedo ved at stoppe ham i anden omgang og vandt dermed WEC-featherweight-mesterskabet. Den 13. maj 2006 kæmpede han om King of the Cage-bantamweight-mesterskabet for tredje gang og besejrede Charlie Valencia via rear-naked choke submission, 3:09 inde i første omgang. Faber vendte derefter tilbage til GC 1. juli 2006 og besejrede Naoya Uematsu på TKO (slag) efter 3:35 inden i 2. omgang og genvandt dermed GC Bantamweight-mesterskabet og var dermed indehaver af tre titler på én gang. Faber kæmpede derefter en kamp i Full Contact Promotions organisationen den 9. september 2006 og besejrede Enoch Wilson på TKO (slag), 1:01 inden i 2. omgang. Den 28. oktober vendte Faber tilbage til KOTC og forsvarede sin titel for fjerde og sidste gang og besejrede Bibiano Fernandes på TKO (cut) 4:16 inde i 1. omgang. Faber forlod senere sine KOTC og GC titler ved at underskrive kontrakt med WEC efter at den var købt af Zuffa i december 2006.
På WEC 25: McCullough vs. Cope den 20. januar 2007 forsvarede Faber sit WEC featherweight-mesterskab for første gang siden han vandt det ti måneder før, hvor han besejrede Joe Pearson via submission (slag), 2:31 inde i første omgang. På WEC 26: Condit vs Alessio den 24. marts 2007 forsvarede han succesfuldt sin titel for anden gang ved at besejre Dominick Cruz via guillotine choke submission, 1:38 inde i 1. omgang, det første af kun to nederlag i Cruzs karriere.
På WEC 28: WrekCage den 3. juni 2007 besejrede Faber Chance Farrar via rear-naked choke submission 3:19 inde i første omgang.
Faber blev besejret for anden gang af Mike Brown på WEC 41 den 7. juni 2009, via enstemmig afgørelse (49-46, 49-46 og 48-47) foran sit hjembyspublikum i Sacramento i Californien.

### Ultimate Fighting Championship
Den 28. oktober 2010 fusionerede WEC med UFC . Som led i fusionen blev alle WEC-krampere overført for at konkurrere i de to nye vægtklasser. 
Faber fik sin UFC-debut mod den tidligere WEC Bantamweight-mester Eddie Wineland den 19. marts 2011 på UFC 128.  Faber vandt en lige kamp via enstemmig afgørelse. 
En rematch mod Dominick Cruz, hvis eneste nederlag var mod Faber i 2007, fandt sted den 2. juli 2011, på UFC 132, , hvor Faber tabte via enstemmig afgørelse.  Begge deltagerne blev tildelt Fight of the Night-bonusprisen for deres indsats. 
Faber mødte Brian Bowles den 19. november 2011 på UFC 139.  Det blev sagt at vinderen ville blive tildelt en titelchance.  Faber besejrede Bowles via submission (guillotine choke) i 2. omgang og blev tildelt Submission of the Night-bonusprisen.  
Efter sin sejr på UFC 139 blev Faber udvalgt til at være en træner på The Ultimate Fighter: Live overfor Dominick Cruz.  Efter slutningen på reality-showet blev det bekræftet, at Faber / Cruz III forventedes at finde sted den 7. juli 2012 på UFC 148 .  Men Cruz blev tvunget til at trække sig ud af kampen på grund af en ACL-skade.  Det blev derefter annonceret, at Faber ville forblive på UFC 148-kampkortet og møde Renan Barão i en kamp UFC Interim Bantamweight-mesterskabet, hvor vinderen derefter ville møde Dominick Cruz om UFC Undisputed Bantamweight-mesterskabet på et senere tidspunkt.  På grund af en skade hos hovedkæmperen José Aldo, som skulle kæmpe mod Erik Koch i den oprindeligt planlagte hovedkamp, blev Faber-Barão-kampen flyttet fra UFC 148 den 7. juli 2012 til UFC 149 den 21. juli 2012, som eventets nye hovedbegivenhed.  Han tabte kampen via enstemmig afgørelse, hvor han brækkede sit ribben i 1. omgang.
Faber mødte Ivan Menjivar i en rematch den 23. februar 2013 på UFC 157.  Faber besejrede Menjivar via rear-naked-choke i 1. omgang. 
Faber mødte Michael McDonald den 14. december 2013 på UFC on Fox 9 .  I anden omgang rystede Faber McDonald med en slagserie og McDonald blev slået ned. Faber hoppede på ham og afsluttede kampen via submission via guillotine choke.  Efterfølgende blev Faber belønnet med Submission of the Night-bonusprisen for sin præstation. 
Da Dominick Cruz skadede sig før sin titelkamp Renan Barão, blev Faber valgt som erstatning i kampen på UFC 169 .  Faber tabte kampen via TKO i første omgang.
Faber mødte Francisco Rivera den 6. december 2014 på UFC 181 .  Faber vandt kampen via submission i 2. omgang.
En længe ventet "superkamp" mod den tidligere UFC lightweight-mester Frankie Edgar fandt sted den 16. maj 2015 på UFC Fight Night 66. Efter spekulationer om hvilken vægtklasse kampen skulle bestrides, enten featherweight, bantamweight eller catchweight et sted imellem, blev det meddelt, at kampen ville blive kæmpet i featherweight.    Faber tabte kampen via enstemmig afgørelse, hvilket var hans første karrierenederlag i en ikke-titelkamp. 
Faber mødte Frankie Saenz den 12. december 2015 på UFC 194 .  Han vandt en lige kamp via enstemmig afgørelse. 
En kamp mod Dominick Cruz fandt sted den 4. juni 2016 på UFC 199 for UFC Bantamweight-mesterskabet.  Faber tabte via enstemmig afgørelse. 
Faber mødte Jimmie Rivera den 10. september 2016 på UFC 203.  Han tabte kampen via enstemmig afgørelse. 

### Sidste kamp og pensionering
I oktober 2016 meddelte Faber, at hans næste kamp, en kamp mod Brad Pickett den 17. december 2016, ved UFC på Fox 22 i hans hjemby Sacramento ville blive hans sidste.   Faber fortsatte med at vinde kampen via enstemmig afgørelse.  Efter afslutningen af kampen bekræftede Faber sin pensionering fra sporten efter en 13-årig karriere.

### Tilbagevenden i 2019
Faber forventes at møde Ricky Simon den 13. juli 2019 på UFC Fight Night 155.  Detter er hans første kamp i snart 3 år.

## Team Alpha Mand
Faber grundlagde Team Alpha Male i 2004. Holdet træner primært i Ultimate Fitness i Sacramento, Californien og har produceret professionelle kæmpere som Sage Northcutt, Josh Emmett, Joseph Benavidez, Justin Buchholz, Danny Castillo, Chris Holdsworth, Chad Mendes, Darren Elkins, tidligere UFC Bantamweight-mester, Cody Garbrandt, og tidligere UFC Bantamweight-mester TJ Dillashaw . Medlemmerne på holdet spillede en central rolle på Team Faber i løbet af sæson 15 af The Ultimate Fighter .  Fra december 2012 til maj 2014 var hovedtræner af Team Alpha Male, 2013 MMA Coach of the Year UFC- veteranen Duane Ludwig  Den længerevarende UFC-deltager, danske Martin Kampmann begyndte at træne holdet i september 2014. 

## Privatliv
Faber og hans forlovede Jaslyn har en datter, Cali, som blev født den 14. marts 2019. 

## Mesterskaber og bonuspriser
- Ultimate Fighting Championship
  - UFC Hall of Fame
  - Fight of the Night (1 gang) vs. Dominick Cruz [47]
  - Submission of the Night (2 gange) vs. Brian Bowles og Michael McDonald [48] [49]
  - De fleste afslutninger i UFC bantamweight-klassens historie (6)
  - De fleste submissions i UFC Bantamweight-klassen (6)
  - De fleste sejre i UFC bantamweight-klassens historie (9)
- World Extreme Cagefighting
  - WEC featherweight-mesterskab (1 gang)
  - 5 succesfulde titelforsvar
  - Fight of the Night (3 gange)
  - Knockout of the Night (1 gang)
  - Submission of the Night (4 gange)
  - De fleste titelforsvar i træk i WECs historie (5)
  - Mest succesfulde titelforsvar i WECs historie (5)
- King of the Cage
  - KOTC Bantamweight -mesterskab (1 gang)
  - 5 succesfulde titelforsvar
- Gladiator Challenge
  - GC Bantamweight-mesterskab (1 gang)
- MMAInsider.net
  - 2013 Fight Camp of the Year (Team Alpha Male) [50]
- World MMA Awards
  - 2013 Submission of the Year vs. Ivan Menjivar ( UFC 157 ) [51]
- Sherdog
  - 2011 All-Violence First Team [52]
  - 2013 All-Violence First Team [53]

## MMA-rekordliste
| Professionel rekordliste |          |             |
| 44 kampe                 | 34 sejre | 10 nederlag |
| Via knockout             | 7        | 3           |
| Via submission           | 19       | 0           |
| Via afgørelse            | 7        | 7           |
| Via diskvalifikation     | 1        | 0           |

| Resultat | Stat  | Modstander        | Metode                      | Arrangement                         | Dato               | Omgang | Tid  | Sted                            | Noter                                                 |
| -------- | ----- | ----------------- | --------------------------- | ----------------------------------- | ------------------ | ------ | ---- | ------------------------------- | ----------------------------------------------------- |
|          |       | Ricky Simon       |                             | UFC Fight Night 155                 | 13. juli 2019      |        |      | Sacramento, Californien, USA    |                                                       |
| Sejr     | 34-10 | Brad Pickett      | Dommerafgørelse (enstemmig) | UFC on Fox 22                       | 17. december 2016  | 3      | 5:00 | Sacramento, Californien, USA    |                                                       |
| Nederlag | 33-10 | Jimmie Rivera     | Dommerafgørelse (enstemmig) | UFC 203                             | 10. september 2016 | 3      | 5:00 | Cleveland, Ohio, USA            |                                                       |
| Nederlag | 33-9  | Dominick Cruz     | Dommerafgørelse (enstemmig) | UFC 199                             | 4. juni 2016       | 5      | 5:00 | Inglewood, Californien, USA     | Titelkamp i bantamweight                              |
| Sejr     | 33-8  | Frankie Saenz     | Dommerafgørelse (enstemmig) | UFC 194                             | 12. december 2015  | 3      | 5:00 | Las Vegas, Nevada, USA          |                                                       |
| Nederlag | 32-8  | Frankie Edgar     | Dommerafgørelse (enstemmig) | UFC Fight Night 66                  | 16. maj 2015       | 5      | 5:00 | Pasay, Filippinerne             |                                                       |
| Sejr     | 32-7  | Francisco Rivera  | Submission                  | UFC 181                             | 6. december 2014   | 2      | 1:34 | Las Vegas, Nevada, USA          |                                                       |
| Sejr     | 31-7  | Alex Caceres      | Submission                  | UFC 175                             | 5. juli 2014       | 3      | 1:09 | Las Vegas, Nevada, USA          |                                                       |
| Nederlag | 30-7  | Renan Barão       | TKO                         | UFC 169                             | 1. februar 2014    | 1      | 3:42 | Newark, New Jersey, USA         | Titelkamp i bantamweight                              |
| Sejr     | 30-6  | Michael McDonald  | Submission                  | UFC on Fox 9                        | 14. december 2013  | 2      | 3:22 | Sacramento, Californien, USA    | Tildelt Submission of the Night                       |
| Sejr     | 29-6  | Iuri Alcantara    | Dommerafgørelse (enstemmig) | UFC Fight Night 26                  | 17. august 2013    | 3      | 5:00 | Boston, Massachusetts, USA      |                                                       |
| Sejr     | 28-6  | Scott Jorgensen   | Submission                  | The Ultimate Fighter 17 Finale      | 13. april 2013     | 4      | 3:16 | Las Vegas, Nevada, USA          |                                                       |
| Sejr     | 27-6  | Ivan Menjivar     | Submission                  | UFC 157                             | 13. april 2013     | 1      | 4:34 | Anaheim, Californien, USA       |                                                       |
| Nederlag | 26-6  | Renan Barão       | Dommerafgørelse (enstemmig) | UFC 149                             | 21. juli 2012      | 5      | 5:00 | Calgary, Canada                 | Interim titelkamp i bantamweight                      |
| Sejr     | 26-5  | Brian Bowles      | Submission                  | UFC 139                             | 19. november 2011  | 2      | 1:27 | San Jose, Californien, USA      | Tildelt Submission of the Night                       |
| Nederlag | 25-5  | Dominick Cruz     | Dommerafgørelse (enstemmig) | UFC 132                             | 2. juli 2011       | 5      | 5:00 | Las Vegas, Nevada, USA          | Titelkamp i bantamweight, tildelt Fight of the Night  |
| Sejr     | 25-4  | Eddie Wineland    | Dommerafgørelse (enstemmig) | UFC 128                             | 19. marts 2011     | 3      | 5:00 | Newark, New Jersey, USA         |                                                       |
| Sejr     | 24-4  | Takeya Mizugaki   | Submission                  | WEC 52                              | 11. november 2010  | 1      | 4:50 | Las Vegas, Nevada, USA          | Tildelt Submission of the Night                       |
| Nederlag | 23-4  | José Aldo         | Dommerafgørelse (enstemmig) | WEC 48                              | 24. april 2010     | 5      | 5:00 | Sacramento, Californien, USA    | Titelkamp i featherweight                             |
| Sejr     | 23-3  | Raphael Assunção  | Submission                  | WEC 46                              | 10. januar 2010    | 3      | 3:49 | Sacramento, Californien, USA    | Tildelt Submission of the Night                       |
| Nederlag | 22-3  | Mike Brown        | Dommerafgørelse (enstemmig) | WEC 41                              | 7. juni 2009       | 5      | 5:00 | Sacramento, Californien, USA    | Titelkamp i featherweight, tildelt Fight of the Night |
| Sejr     | 22-2  | Jens Pulver       | Submission                  | WEC 38                              | 25. januar 2009    | 1      | 1:34 | San Diego, Californien, USA     | Tildelt Submission of the Night                       |
| Nederlag | 21-2  | Mike Brown        | TKO                         | WEC 36                              | 5. november 2008   | 1      | 2:23 | Hollywood, Florida, USA         | Tabte featherweightstitel                             |
| Sejr     | 21-1  | Jens Pulver       | Dommerafgørelse (enstemmig) | WEC 34                              | 1. juni 2008       | 5      | 5:00 | Sacramento, Californien, USA    |                                                       |
| Sejr     | 20-1  | Jeff Curran       | Submission                  | WEC 31                              | 12. december 2007  | 2      | 4:34 | Las Vegas, Nevada, USA          | Tildelt Fight of the Night                            |
| Sejr     | 19-1  | Chance Farrar     | Submission                  | WEC 28                              | 3. juni 2007       | 1      | 3:19 | Las Vegas, Nevada, USA          |                                                       |
| Sejr     | 18-1  | Dominick Cruz     | Submission                  | WEC 26                              | 24. marts 2007     | 1      | 1:38 | Las Vegas, Nevada, USA          | Tildelt Submission of the Night                       |
| Sejr     | 17-1  | Joe Pearson       | Submission                  | WEC 25                              | 20. januar 2007    | 1      | 2:31 | Las Vegas, Nevada, USA          | Tildelt Knockout of the Night                         |
| Sejr     | 16-1  | Bibiano Fernandes | TKO                         | KOTC: All Stars                     | 28. oktober 2006   | 1      | 4:16 | Reno, Nevada, USA               |                                                       |
| Sejr     | 15-1  | Enoch Wilson      | TKO                         | FCP: Malice at Cow Palace           | 9. september 2006  | 2      | 1:01 | San Francisco, Californien, USA |                                                       |
| Sejr     | 14-1  | Naoya Uematsu     | TKO                         | GC 51: Madness at the Memorial      | 1. juli 2006       | 2      | 3:35 | Sacramento, Californien, USA    | Vandt Golden Cages titelbælte i bantamweight          |
| Sejr     | 13-1  | Charlie Valencia  | Submission                  | KOTC: Predator                      | 13. maj 2006       | 1      | 3:09 | Globe, Arizona, USA             |                                                       |
| Sejr     | 12-1  | Cole Escovedo     | TKO                         | WEC 19                              | 17. marts 2006     | 2      | 5:00 | Lemoore, Californien, USA       | Vandt WECs titelbælte i featherweight                 |
| Sejr     | 11-1  | Ivan Menjivar     | Diskvalifikation            | TKO 24: Eruption                    | 28. januar 2006    | 2      | 2:02 | Laval, Canada                   |                                                       |
| Sejr     | 10-1  | Charles Bennett   | Submission                  | GC 46: Avalanche                    | 11. december 2005  | 1      | 4:38 | Coarsegold, Californien, USA    |                                                       |
| Sejr     | 9-1   | Shawn Bias        | Submission                  | KOTC: Execution Day                 | 29. oktober 2005   | 1      | 1:24 | Reno), Nevada, USA              |                                                       |
| Nederlag | 8-1   | Tyson Griffin     | TKO                         | GC 42: Summer Slam                  | 10. september 2005 | 3      | 0:05 | Reno), Nevada, USA              |                                                       |
| Sejr     | 8-0   | Hiroyuki Abe      | TKO                         | KOTC: Mortal Sins                   | 7. maj 2005        | 3      | 2:37 | Primm, Nevada, USA              |                                                       |
| Sejr     | 7-0   | David Granados    | Submission                  | GC 35: Cold Fury                    | 13. marts 2005     | 1      | 2:13 | Porterville, Californien, USA   |                                                       |
| Sejr     | 6-0   | Eben Kaneshiro    | Submission                  | KOTC 44: Revenge                    | 14. november 2004  | 3      | 4:33 | San Jacinto, Californien, USA   | Vandt KOTCs titelbælte i bantamweight                 |
| Sejr     | 5-0   | Rami Boukai       | Dommerafgørelse (majoritet) | KOTC 41: Relentless                 | 29. september 2004 | 2      | 5:00 | San Jacinto, Californien, USA   |                                                       |
| Sejr     | 4-0   | Del Hawkins       | TKO                         | Gladiator Challenge 30              | 19. august 2004    | 1      | 3:19 | Colusa, Californien, USA        |                                                       |
| Sejr     | 3-0   | David Velasquez   | Dommerafgørelse (enstemmig) | Gladiator Challenge 27: FightFest 2 | 3. juni 2004       | 3      | 5:00 | Colusa, Californien, USA        | Vandt Gladiator Challenges titelbælte i bantamweight  |
| Sejr     | 2-0   | George Adkins     | TKO                         | Gladiator Challenge 22              | 12. februar 2004   | 2      | 2:42 | Colusa, Californien, USA        |                                                       |
| Sejr     | 1-0   | Jay Valencia      | Submission                  | Gladiator Challenge 20              | 12. november 2003  | 1      | 1:22 | Colusa, Californien, USA        |                                                       |